# Richard Cantillon
Richard Cantillon (Ballyheigue (County Kerry, Ierland), rond 1685 – Londen, mei 1734) was een Iers-Franse econoom. Hij was omstreeks 1730 de schrijver van het Essai sur la nature du commerce en général, een essay over de aard van de handel in het algemeen. Dit werk, het Essai, werd door William Stanley Jevons als de "bakermat van de politieke economie" beschouwd. Hoewel er maar weinig exacte informatie over Cantillons leven is bewaard, weten wij dat hij reeds op jonge leeftijd een succesvol bankier werd. Zijn succes was grotendeels te danken aan de politieke en zakelijke contacten die hij dankzij zijn familie en dankzij zijn vroegere werkgever, James Brydges, de eerste hertog van Chandos, opdeed. In de late jaren 1710 en de vroege jaren 1720 speculeerde Cantillon in de Mississippi Company van John Law. Later werkte hij enige tijd nauw met John Law samen. Door deze speculaties verkreeg hij grote rijkdom. Zijn succes ging echter deels ten koste van zijn schuldenaars, die hem tot aan zijn dood achtervolgden met rechtszaken, strafrechtelijke aanklachten en zelfs moordcomplotten. In mei 1734 werd hij mogelijk vermoord. Hierbij ging zijn huis in Londen in vlammen op.
Het Essai is Cantillons enige bewaard gebleven bijdrage aan de economie. Het werk werd rond 1730 geschreven en deed in manuscriptvorm in ruime mate de ronde in Franse en Britse intellectuele kringen. Het Essai werd echter pas in 1755 gepubliceerd. Ondanks het feit dat het werk veel invloed uitoefende op de vroege ontwikkeling van economische scholen zoals de fysiocraten en op de voorlopers van de klassieke economie, raakte het Essai na zijn dood toch vrij snel in vergetelheid. In de late 19e eeuw werd het werk echter herontdekt door Jevons. Cantillon werd beïnvloed door zijn ervaringen als bankier, en in het bijzonder door de speculatieve zeepbel van John Laws Mississippi Company. Hij werd ook sterk beïnvloed door aan hem voorafgaande economen, met name door William Petty.
Het Essai wordt beschouwd als de eerste complete verhandeling over de economie, met tal van bijdragen aan de economische wetenschap. Deze bijdragen zijn onder meer: zijn methodologie van oorzaak en gevolg, zijn monetaire theorieën, zijn opvatting van de ondernemer als een risicodrager en ten slotte de ontwikkeling van de ruimtelijke economie. Cantillons Essai heeft grote invloed gehad op de vroege ontwikkeling van de politieke economie, met inbegrip van de werken van David Hume, Adam Smith, Anne Turgot en François Quesnay.

## Biografie
Hoewel details met betrekking tot Richard Cantillons leven schaars zijn, denkt men dat hij ergens in de jaren tachtig van de 17e eeuw in County Kerry in Zuidwest-Ierland is geboren. Hij was een zoon van de landeigenaar Richard Cantillon van Ballyheigue. Ergens in het midden van het eerste decennium van de 18e eeuw verhuisde Cantillon naar Frankrijk, waar hij het Franse staatsburgerschap verkreeg.
In 1711 bevond Cantillon zich in Spanje in dienst van de Britse thesaurier-generaal James Brydges, de 1e hertog van Chandos. Daar organiseerde hij tijdens de Spaanse Successieoorlog betalingen aan Britse krijgsgevangenen. Cantillon bleef tot 1714 in Spanje. Alvorens naar Parijs terug te keren cultiveerde hij er een aantal zakelijke en politieke connecties. Cantillon raakte daarna betrokken bij de banksector, waar hij voor een neef werkte, die op dat moment leidend-correspondent was van de Parijse tak van een familiebank. Twee jaar later kocht Chatillong zijn neef uit, dit voor een groot deel dankzij de financiële ondersteuning van James Brydges, en werd eigenaar van de bank. Mede dankzij de financiële en politieke connecties die Cantillon zowel aan zijn familie als aan James Brydges dankte, bleek Cantillon een redelijk succesvolle bankier. Zijn bank was gespecialiseerd in het betalingsverkeer tussen Parijs en Londen.
Op dat moment raakte Cantillon via de Mississippi Company betrokken bij de Britse mercantilistist John Law Op basis van de monetaire theorie die door William Potter in zijn traktaat uit 1650 The Key of Wealth, werd voorgesteld, poneerde John Law dat verhogingen in de geldhoeveelheid zouden leiden tot de ingebruikname van niet-gebruikte grond en de tewerkstelling van onbenutte arbeid, wat tot een hogere productiviteit zou leiden In 1716 verleende de Franse regering hem zowel toestemming om de Banque Générale te stichten als in de vorm van de Mississippi Company ook een virtueel monopolie op het recht om Franse gebieden in Noord-Amerika te ontwikkelen. In ruil beloofde John Law de Franse regering om de Franse staatsschuld tegen een lage rente te financieren Law begon een financiële speculatieve zeepbel door aandelen in de Mississippi Company te verkopen, waarbij hij het virtuele monopolie van de Banque Générale gebruikte om bankbiljetten uit te geven om zijn investeerders te financieren.
Richard Cantillon vergaarde een groot fortuin door aandelen in de Mississippi Company te kopen en zij op het juiste moment tegen veel hogere prijzen te verkopen. Cantillons financieel succes en groeiende invloed veroorzaakte wrijving in zijn relatie met John Law, die enige tijd later dreigde Cantillon gevangen te zetten als deze Frankrijk niet binnen vierentwintig uur verliet Cantillon antwoordde: "Ik ga niet weg, maar ik zal uw systeem doen slagen " Ten dien einde vormden Law, Cantillon en de rijke speculant Joseph Gage in 1718 een particuliere onderneming, die zich richtte op de financiering van verdere speculatie in Noord-Amerikaans vastgoed
In 1719, Cantillon verliet Parijs voor Amsterdam. In het begin van 1720 keerde hij voor korte tijd naar Parijs terug. Krediet verlenend in Parijs, liet Cantillon zijn door anderen aan hem terugbetaalde schulden uitkeren in Londen en Amsterdam. Met de ineenstorting van de "Mississippi bubble", was Cantillon in staat hoge rentes op zijn uitstaande leningen te bedingen. De meeste van zijn schuldenaars hadden na de ineenstorting van de zeepbel aanzienlijke financiële schade geleden en namen dit Cantillon tot aan diens dood ten zeerste kwalijk. Cantillon was betrokken bij talloze rechtszaken, die tegen hem werden aangespannen door zijn debiteuren. Ook werden er een aantal strafrechtelijke beschuldigingen tegen Cantillon ingebracht en werd hij het doelwit van een aantal moordcomplotten.
Op 16 februari 1722 trad Cantillon in het huwelijk met Mary Mahony, de dochter van graaf Daniel O'Mahony – een rijke koopman en voormalig Ierse generaal. Een groot deel van de rest van de jaren 1720 reisde hij met zijn vrouw door heel Europa. Cantillon en Mary Mahony kregen twee kinderen, een zoon die al op jonge leeftijd stierf en een dochter, Henrietta, die later in 1743 zou trouwen met William Howard, de Earl van Stafford. Hoewel hij tussen 1729 en 1733 vaak terugkwam naar Parijs, was Londen zijn vaste verblijfplaats. In mei 1734 brandde zijn huis in Londen af en het wordt algemeen aangenomen dat Cantillon als gevolg van deze brand stierf. Hoewel de oorzaken van de brand onduidelijk zijn, is de meest geaccepteerde theorie dat Cantillon werd vermoord. Een van Cantillons biografen, Antoine Murphy, hangt echter de alternatieve theorie aan dat Cantillon zijn eigen dood in scène heeft gezet om zo aan zijn schuldenaars te ontsnappen. Hij zou vervolgens onder het pseudoniem Chevalier de Louvigny naar Suriname zijn uitgeweken.

## Bijdragen aan de economie
Hoewel er aanwijzingen zijn dat Richard Cantillon over een breed scala van onderwerpen schreef, is alleen zijn Essai sur la nature du commerce en général (afgekort het Essai) bewaard gebleven. Waarschijnlijk reeds in 1730 geschreven, werd dit werk in 1755 in het Frans gepubliceerd, en werd in 1932 door Henry Higgs in het Engels vertaald Hoewel er aanwijzingen zijn dat het Essai grote invloed op de vroege ontwikkeling van de economische wetenschap heeft gehad, raakte Cantillons verhandeling in de 19e eeuw grotendeels in de vergetelheid
In de late 19e eeuw werd Cantillons werk echter door William Stanley Jevons "herontdekt". Jevons betitelde het werk van Cantillon als de "bakermat van de politieke economie". Sindsdien mag Cantillons werk zich in een groeiende aandacht verheugen, voor een groot deel dankzij het werk van Henry Higgs, Joseph Schumpeter, Friedrich Hayek en Murray Rothbard van de Oostenrijkse School van de economie, die alle over het onderwerp hebben geschreven. Het Essai wordt als de eerste complete verhandeling over de economische theorie beschouwd en Cantillon als de "vader van de bedrijfseconomie".

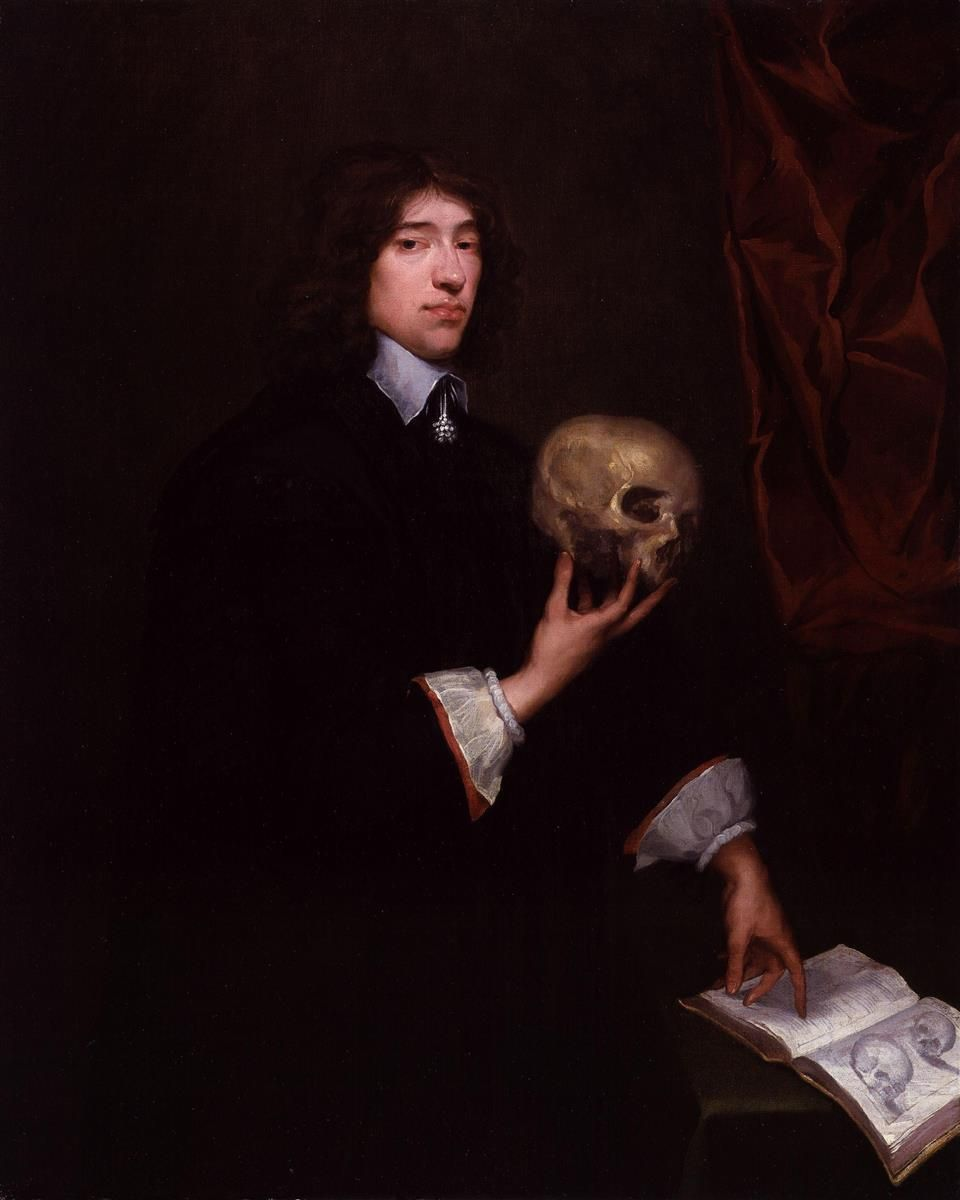
William Petty wordt beschouwd als een van de personen door wier werk Richard Cantillon het meest is beïnvloed.

Een van de grootste invloeden op de geschriften van Cantillon was de Engelse econoom William Petty en zijn verhandeling uit 1662, de Treatise on Taxes (Verhandeling over Belastingen). Hoewel Petty een groot deel van het fundament voor Cantillons Essai legde, stelde Anthony Brewer dat Pettys invloed wordt overdreven. Afgezien van Petty zijn andere mogelijke invloeden op Cantillon John Locke, Cicero, Livius, Plinius de Oudere, Plinius de Jongere, Charles Davenant, Edmond Halley, Isaac Newton, Sébastien Le Prestre de Vauban en Jean Boisard. Cantillons betrokkenheid bij de speculatieve zeepbel van John Law bleek van onschatbare waarde en beïnvloedde zijn inzicht over de relatie tussen de toename van de geldhoeveelheid, prijs en productie waarschijnlijk zwaar.

### Methodologie
Cantillons Essai maakt gebruik van een onderscheidende causale methodologie, waarmee Cantillon zich onderscheidt van zijn mercantilistische voorgangers. Het Essai is doorspekt met het woord "natuurlijk", wat in het geval van Cantillons verhandeling wordt gebruikt om een oorzaak en gevolg relatie tussen economische activiteiten en verschijnselen te impliceren. De econoom Murray N. Rothbard beweert dat Cantillon een van de eerste theoretici is geweest, die economische verschijnsel isoleert door gebruik te maken van eenvoudige modellen, waarin anderszins oncontroleerbare variabelen een vaste waarden krijgen. De econoom Jörg Guido Hülsmann vergelijkt een aantal van de modellen in het Essai, die een constant evenwicht veronderstellen, met Ludwig von Mises zijn concept van de "gelijkmatig draaiende economie". Cantillon maakte door zijn gehele Essai veelvuldig gebruik van het ceteris paribus concept, dit in een poging om onafhankelijke variabelen te neutraliseren Daarnaast wordt Cantillon gecrediteerd met de toepassing van een methodologie die lijkt op het methodologisch individualisme van Carl Menger dit door complexe fenomenen te deduceren uit eenvoudige waarnemingen.
Een oorzaak en gevolg methodologie leidde tot een relatief waardevrije benadering van de economische wetenschap, waarin Cantillon niet geïnteresseerd was in de verdienste van enig bijzondere economische handeling of verschijnsel. Cantillon legde de nadruk op de verklaring van relaties. Dit leidde Cantillon er toe om de economische wetenschap in een grotere mate los te zien van politiek en ethiek dan de aan hem voorafgaande mercantilistische schrijvers. Dit heeft geleid tot geschillen over de vraag of Cantillon nu met recht als een mercantilist kan worden beschouwd of dat hij juist als een van de eerste anti-mercantilisten moet worden gezien, dit gegeven het feit dat Cantillon veelvuldig door de overheid gemanipuleerde handelsoverschotten en specie accumulatie aanhaalt als positieve economische impulsen Anderen zeggen dat in gevallen, waarin Cantillon verondersteld wordt, bepaalde mercantilistische beleidsmaatregelen te hebben gesteund, hij eigenlijk een meer neutrale analyse geeft door expliciet de mogelijke beperkingen van het mercantilistische beleid te expliciteren.

### Monetaire theorie
Verschillen in opvattingen tussen de aan hem voorafgaande mercantilisten en Cantillon komen in het begin van het Essai aan de oppervlakte, met name over het ontstaan van rijkdom en de prijsvorming op de markt Cantillon maakte onderscheid tussen rijkdom en geld. Hij zag rijkdom in zichzelf als 'niets anders dan het voedsel, de gemakken en de geneugten van het leven." Terwijl Cantillon een "intrinsieke" waardetheorie, gebaseerd op de inbreng van grond en arbeid (productiekosten), bepleitte, wordt hij geacht een subjectieve waardetheorie te hebben aangeroerd
Cantillon was van mening dat marktprijzen niet direct werden bepaald door de intrinsieke waarde, maar werden afgeleid uit vraag en aanbod. Hij was van oordeel dat marktprijzen werden afgeleid door het vergelijken van het aanbod, de hoeveelheid van een bepaald goed in een bepaalde markt, met de vraag, de geldhoeveelheid die was meegebracht om te worden geruild. Hij geloofde dat marktprijzen naar de intrinsieke waarde van een goede koop tendeerde. Cantillon is mogelijk ook de eerste geweest die met het beginsel "uniformiteit van de winst" kwam – veranderingen in de marktprijs van een goed kunnen tot veranderingen in het aanbod leiden, als gevolg van een stijging of daling in de winst.
In het Essai voorzag Richard Cantillon mits een geavanceerde versie van John Lockes kwantiteitstheorie van geld, waar hij de nadruk legde op de relatieve inflatie en de omloopsnelheid van geld. Cantillon stelde voor dat inflatie geleidelijk gebeurt en dat het nieuwe aanbod van geld een gelokaliseerde effect op de inflatie heeft, waarmee Cantillon effectief het concept van het niet-neutrale geld introduceert. Bovendien stelde hij dat de oorspronkelijke ontvangers van het nieuwe geld hogere levensstandaards genieten ten koste van latere ontvangers. Het concept van relatieve inflatie of een onevenredige stijging van de prijzen tussen de verschillende goederen in een economie, staat nu bekend als het Cantillon-effect.
Cantillon beschouwde ook veranderingen in de omloopsnelheid van geld (de hoeveelheid van uitwisselingen binnen een bepaalde hoeveelheid tijd) als van invloed op de prijzen, hoewel niet in dezelfde mate als veranderingen in de geldhoeveelheid geld. Hoewel hij geloofde dat de geldhoeveelheid slechts bestond uit specie, gaf hij toe dat een stijging in geld substituten – of bankbiljetten – prijzen zouden kunnen beïnvloeden door een effectieve verhoging van de circulatiesnelheid van gestorte specie. Afgezien van het maken van een onderscheid tussen geld en geldsubstituten, maakte hij ook een onderscheid tussen bankbiljetten, die hun oorsprong vonden als een ontvangstbewijs voor in bewaring gegeven specie (deposito's) en bankbiljetten die in omloop waren los van de hoeveelheid specie – of fiduciaire media – wat suggereert dat het volume van de fiduciaire media strikt wordt beperkt door het vertrouwen van de mensen in de inwisselbaarheid ervan. Hij beschouwde fiduciaire media als een nuttig instrument om de neerwaartse druk te verminderen, die hamsteren van specie heeft op de omloopsnelheid van geld.
In her kader van het aanpakken van de mercantilistische overtuiging dat monetaire interventie een voortdurend gunstige handelsbalans kon opleveren, ontwikkelde Cantillon een specie-flow mechanisme dat een voorafschaduwing was van toekomstige internationale monetaire evenwichtstheorieën. Hij suggereerde dat in landen met een grote geldhoeveelheid in omloop de prijzen zullen stijgen en dat deze landen daardoor dus minder concurrerend worden ten opzichte van landen waar sprake is van een relatieve schaarste aan geld Cantillon was dus ook van mening dat toenames in het geldaanbod, ongeacht de bron, stijgingen van het prijsniveau veroorzaken en daarmee de concurrentiekracht van de bedrijvigheid van een bepaald land verminderen ten opzichte van een land met lagere prijzen.
Cantillon geloofde echter niet dat de internationale markten naar een evenwicht tenderen. In plaats daarvan stelde hij voor dat regeringen specie zouden moeten hamsteren om zo stijgende prijzen en dalende concurrentiekracht te voorkomen. Bovendien stelde hij voor dat een gunstige handelsbalans kan worden gehandhaafd door het aanbieden van een beter product en het behoud van een kwalitatief concurrentievermogen. Cantillons voorkeur voor een gunstige handelsbalans was mogelijk het gevolg van het mercantilistische geloof dat handel een zero-sumspel was, waarbij wat de ene partij wint ten koste gaat van de andere partij.
Cantillon presenteerde ook een relatief geavanceerde rentetheorie. Cantillon geloofde dat de rente voorkomt uit de behoefte van leners van kapitaal en de vrees voor verlies van de uitleners, wat betekent dat de leners de uitleners moeten vergoeden voor het risico van de mogelijke insolventie van de schuldenaar. Op zijn beurt wordt de rente betaald uit de gemaakte winst uit het rendement op het geïnvesteerde kapitaal. Hoewel in het verleden werd aangenomen dat de rentevoet omgekeerd evenredig varieert met de geldhoeveelheid, poneerde Cantillon dat de rente werd bepaald door het aanbod van en de vraag naar op de markt van leenbare fondsen – een inzicht dat doorgaans wordt toegeschreven aan de Schotse filosoof David Hume Als zodanig, terwijl gespaard geld de rentvoet beïnvloed, doet nieuw geld, dat in plaats daarvan gebruikt wordt voor consumptie, dit niet; Cantillons rentetheorie is dus vergelijkbaar met John Maynard Keynes zijn liquiditeitsvoorkeurtheorie

### Andere bijdragen
Traditioneel wordt Jean-Baptiste Say gezien als de bedenker van het woord en de bevorderaar van het concept van de ondernemer, maar in feite was het Cantillon die deze term als eerste in zijn Essai ïntroduceerde. Cantillon verdeelde de samenleving in twee hoofdklassen – loontrekkenden met een vast inkomen en zij met niet-vaste inkomen. Ondernemers hadden volgens Cantillon een niet-vaste inkomen, die de bekende productiekosten betaalden, maar die een onzeker inkomen verdienden,, dit als gevolg van de speculatieve natuur van het tegemoetkomen aan een onbekende vraag naar hun product. Hoewel Cantillon wel het fundament neerlegde, ontwikkelde hij geen speciale theorie van onzekerheid – dit onderwerp kwam pas in de 20e eeuw opnieuw op de agenda, door het werk van onder andere Ludwig von Mises, Frank Knight, en John Maynard Keynes. In tegenstelling tot latere theorieën van het ondernemerschap, die de ondernemer als een verstorende invloed zagen, heeft Cantillon geanticipeerd op de overtuiging dat de ondernemer evenwicht in een markt bracht door de voorkeuren van de consumenten correct te voorspellen.
Ruimtelijke economie houdt zich bezig met afstand en ruimte, en hoe deze eigenschappen van invloed kunnen zijn op een markt door middel van transportkosten en geografische beperkingen. De ontwikkeling van de ruimtelijke economie wordt meestal toegeschreven aan de Duitse econoom Johann Heinrich von Thünen; Cantillon hield zich echter bijna een eeuw voor van Thünen al bezig met de ruimtelijke economie Cantillon integreerde zijn verbeteringen in de ruimtelijke economische theorie in zijn micro-economische analyse van de markt, waarin wordt beschreven hoe transportkosten de locatie van fabrieken, markten en de bevolkingscentra beïnvloeden – dat wil zeggen, individuen streven ernaar de transportkosten te verlagen.

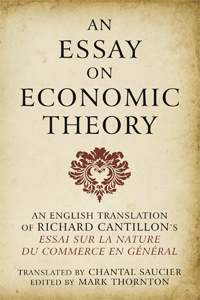
Voorblad van de editie van het Ludwig von Mises Instituut van Cantillons Essai

Conclusies over de ruimtelijke economie werden afgeleid uit drie uitgangspunten: de kosten van grondstoffen van dezelfde kwaliteit zullen altijd hoger zijn in de buurt van de hoofdstad, dit vanwege de transportkosten; transportkosten verschillen naargelang het type op het vervoer (transport over water werd bijvoorbeeld als goedkoper beschouwd dan transport over land); en grotere goederen, die moeilijk zijn te vervoeren zullen altijd het goedkoopst zijn dichter bij hun gebied van productie Cantillon geloofde bijvoorbeeld dat markten werden ontworpen als ze waren om de kosten voor zowel kooplieden als dorpelingen daling in termen van tijd en transport. Op gelijke wijze poneerde Cantillon ook dat de locaties van de steden voor een groot deel een resultante waren van de rijkdom van de aldaar wonende eigenaren van land en onroerend goed en hun vermogen om transportkosten te betalen – rijkere eigenaren hadden de neiging om verder van hun bezit vandaan te leven, omdat zij zich konden veroorloven de transportkosten te betalen. In het Essai werd de ruimtelijke economische theorie gebruikt om af te leiden, waarom de markten het geografische gebied innamen dat zij deden en waarom de kosten van markt tot marktt varieerden.

## Invloed
Hoewel het Essai pas in 1755 werd gepubliceerd, dit als gevolg van de zware censuur in Frankrijk, deed het nog onuitgegeven manuscript tussen de voltooiing en de publicatie ervan op ruime schaal de ronde in Franse en Britse intellectuele kringen. Met name beïnvloedde het veel directe voorlopers van de klassieke school van het economisch denken, met inbegrip van de fysiocraten, Turgot, en Hume. Cantillon had een grote invloed op de fysiocraat François Quesnay, die mogelijk van het werk van Cantillon op de hoogte was via de Victor de Riqueti, de markies van Mirabeau Hoewel het duidelijk is dat het Essai Quesnay heeft beïnvloed, blijft de mate waarin controversieel.
Er zijn aanwijzingen dat Quesnay of Cantillons theorieën niet volledig begreep, of er zich niet helemaal van bewust was. Veel van de economische overtuigingen van Quesnay waren al eerder toegelicht in Essai, Quesnay verwierp echter een aantal van Cantillons zijn uitgangspunten, met inbegrip van de schaarste aan land en Cantillons bevolkingstheorie. Quesnay erkende wel de schaarste van kapitaal en kapitaalsaccumulatie als een noodzakelijke voorwaarde voor investeringen. Niettemin werd Cantillon door Henry Higgs als de "vader van fysiocraten" beschouwd, dit vanwege zijn invloed op Quesnay. Het is ook mogelijk dat Cantillon, zowel direct als indirect, de Schotse econoom James Steuart heeft beïnvloed.
Cantillon is een van de weinige economen die door Adam Smith wordt geciteerd. Smith leent direct van Cantillons levensonderhoudstheorie van de lonen. Grote delen van de economische theorie van Smith waren mogelijk direct beïnvloed door Cantillon, hoewel Adam Smth in veel opzichten ver buiten het toepassingsgebied van Cantillon grotere voortgang boekte. Sommige onderzoekers op het gebied van de geschiedenis van de economie hebben verklaard dat Adam Smith op basis van zijn eigen intellect weinig van waarde heeft bijgedragen, met name Schumpeter en Rothbard. beweren dit. Door zijn invloed op Adam Smith en de fysiocraten was Cantillon van de pre-klassieke econoom misschien wel degene die het meest heeft bijgedragen aan de ideeën van de klassieke school. Illustratief hiervoor was Cantillons invloed op Say, die merkbaar is in de gehanteerde methodiek van Says werks Treatise on Politica (Verhandeling over politieke economie).

## Voetnoten
1. ↑  Kan ook vijf jaar eerder of later zijn geweest
2. 1 2  Jevons 1881, blz. 342; Jevons schreef: "Cantillons essay is, nadrukkelijker dan enig andere werk, 'de bakermat van de politieke economie'." Cantillon 2010, blz. 15; de redacteuren Mark Thornton en Chantal Saucier schrijven, "De invloed van Cantillons zijn manuscript was grotendeels onbekend en het boek was zo ver uit het collectieve geheugen verdwenen, dat men van William Stanley Jevons zegt dat deze dit werk in de late 19e eeuw heeft "herontdekt".
3. 1 2  Cantillon 2010, blz. 15
4. ↑  Spengler augustus 1954, blz. 283; Spengler schrijft: "Een groot deel van het leven van Richard Cantillon, de schrijver van het Essai is omgeven door mysterie."
5. ↑  Brewer 1992, blz. 2; Brewer merkt twee voorgestelde geboortedata op, maar hij hecht meer gewicht aan de validiteit van de schatting van Antoine Murphy: "Murphy denkt dat Cantillon waarschijnlijk in de jaren 1680 in 1680, op Ballyronan in het graafschap Kerry in Ierland werd geboren; Walsh zegt dat hij in 1697 werd geboren, wat moeilijk te rijmen is dat hij in 1711 een verantwoordelijke positie bekleedt". Spengler augustus 1954, blz. 283; Spengler citeert Hone en vermeldt dezelfde onzekerheid wat betreft Cantillons geboortedatum: "Hij werd geboren volgens Hone in maart 1697 in Ierland geboren, maar volgens anderen tussen de zeven tot zeventien jaar eerder."
6. ↑  Higgs 1891, blz. 270; Higgs citeert Burks zogenaamde Heraldic Illustrations (Heraldische afbeeldingen), 1845, plaat 51.
7. ↑  Brewer 1992, blz. 2; Higgs 1891, blz. 271-272
8. ↑  Brewer 1992, blz. 2
9. ↑  Finegold september 2010;. "Thesaurier-generaal James Brydges was een zeer vermogend man met veel invloed, wat het Cantillon, voordat hij in 1714 weer vertrok naar Frankrijk, toestond om politieke en zakelijke contacten aan te knopen."
10. ↑  Brewer 1992, blz. 4; Finegold september 2010; Rothbard 1995, blz. 345
11. ↑  Brewer 1992, blz. 4; Finegold september 2010
12. ↑  Rothbard 1995, blz. 345; Rothbard schrijft: "Bovendien was de oom van Richard zijn moeder, Sir Daniel Arthur, een prominente bankier in Londen en Parijs ..."
13. ↑  Brewer 1992, blz. 4-5
14. ↑  Rothbard 1995, blz. 345-346; Brewer 1992, blz. 5
15. ↑  William Potter, The key to wealth (De sleutel tot rijkdom), Johnson Corp Reprint, Engeland, 1650, zie hier
16. ↑  Rothbard 1995, blz. 327-330; Finegold september 2010
17. ↑  Brewer 1992, p. 5-6;. Finegold september 2010
18. ↑  Brewer 1992, blz. 6; Finegold september 2010; Rothbard 1995, blz. 329, 345-346
19. ↑  Brewer 1992, blz. 6; Brewer schrijft: "Hij werd in een vroeg stadium aan Law voorgesteld ... Belangrijker was dat hij de aandelen vroeg kocht en met grote winst verkocht, omdat hij van mening was dat de hele onderneming ondeugdelijk was en gedoemd was te mislukken." Brewer merkt verder op dat Cantillon op dat moment optrad als John Laws persoonlijke bankier.
20. 1 2  Higgs 1891, blz. 276; Cantillon antwoordde volgens Higgs, die de woorden van Law als volgt weergeeft: "Zijn grote krediet tijdens het regentschap wekten de afgunst van John Law, die botte taal tot hem sprak: 'Ik kan u vanavond nog naar de Bastille als je mij je woord niet geeft het koninkrijk binnen vier-en-twintig uur te verlaten!
21. ↑  Finegold september 2010; Rothbard 1995, blz. 346
22. ↑  Brewer 1992, blz. 7; Brewer suggereert dat Cantillon zijn rijkdom in Londen aanhield om de hoge Franse belastingen op hem, die hadden geprofiteerd van de speculatieve zeepbel, zo te ontlopen. Hyse 1971, blz. 815; Hyse schrijft dat de winsten werden overgemaakt zowel naar Londen als Amsterdam werden overgemaakt, "De Engels gegevens laten zien dat Cantillon zijn speculatieve winsten van Parijs naar Amsterdam en London overmaakte"
23. ↑  Rothbard 1995, blz. 346, Rothbard merkt op dat in deze hoge rente een inflatiepremie was opgenomen
24. ↑  Brewer 1992, blz. 7-8;. Rothbard 1995, blz. 346-347
25. ↑  Higgs 1891, blz. 282-283; Rothbard 1995, blz. 346-347
26. ↑  Higgs 1871, blz. 282, 288
27. ↑  Higgs 1891, blz. 286 en Spengler augustus 1954, blz. 284
28. ↑  Rothbard 1995, blz. 347; Hayek 1991, blz. 246; Higgs 1891, blz. 290
29. ↑  Brewer 1992, blz. 8
30. ↑  Brewer 1992, blz. 8; Brewer herhaalt Murphys argumenten, waar Murphy het feit aanhaalt dat de zogenaamde Chevalier de Louvigny een groot aantal documenten met betrekking tot Cantillon met zich meebracht.
31. ↑  Brewer 1992, blz. 9
32. ↑  Cantillon 2010, blz. 13; In de inleiding 2010-editie van het Essai van het Ludwig von Mises Instituut, schrijven Mark Thornton en Chantal Saucier, "Gebaseerd op het boek zelf en ander bewijsmateriaal zijn we er nu redelijk zeker van dat Cantillon het manuscript in 1730 voltooide." Brewer, blz. 9
33. ↑  Spengler augustus 1954, blz. 61; het Essai werd ongeveer eenentwintig jaar na de dood van Cantillon gepubliceerd
34. ↑  Hone, 1994, blz... 96
35. ↑  Schumpeter 1981, blz. 208-216
36. ↑  Hayek 1991, blz. 245-294
37. ↑  Rothbard 1995, blz. 345-362
38. ↑  Jevons 1881, op blz. 341-343; Jevons schrijft, "Het Essai is veel meer dan alleen een essay of zelfs verzameling van losse essays, zoals die van Hume. Het is een systematisch en aaneengesloten traktaat, dat op een beknopte manier bijna het gehele gebied van de economie, met uitzondering van de belastingen, beslaat. "Rothbard 1995, blz. 345; Cantillon 2010, blz. 13; Brewer 1992, blz. 11
39. ↑  Cantillon 2010, blz. 5
40. 1 2  Schumpeter 1954, blz. 210; Schumpeter zegt: "Waar Petty niet in slaagde te bereiken, maar waar hij bijna alle essentiële ideeën al voor had aangebracht – ligt volbracht voor ons in Cantillons Essai."
41. ↑  Jevons 1881, blz. 343; Net als Cantillon stelde Petty voor dat de waarde van een object de som is van het land en de arbeid dat betrokken was bij de productie van dit object
42. ↑  Brewer 1992, blz. 15; Brewer verklaart: "Ik zal betogen dat Cantillon zeer weinig van Petty heeft overgenomen, en dat hij het weinige dat hij overnam, volledig heeft aangepast." Schumpeter 1954, blz. 210; Schumpeter erkent, "Dat is waar, het werd niet overgenomen in de stijl van een leerling, die bij elke stap, over zijn schouder kijkt voor begeleiding van de meester, maar in de stijl van een intellectueel gelijke, die vol vertrouwen geleid door eigen inzicht voortstapt."
43. ↑  Brewer 1992, blz. 15
44. ↑  Higgs 1892, blz. 437
45. ↑  Hyse 1971, blz. 823
46. ↑  Salerno 1985, blz. 305
47. ↑  Hayek 1991, blz. 259-260
48. 1 2  Rothbard 1995, blz. 348
49. ↑  Hülsmann 2002, blz. 699
50. ↑  Hayek 1991, blz. 260-261; Cantillon 2010, blz. 70-71; een voorbeeld van Cantillonst gebruik van het ceteris paribus concept kan worden gevonden in hoofdstuk twaalf, deel een, van het Essai, "Het land behoort toe aan de eigenaars, maar zou nutteloos voor hen als het niet werd bebouwd. Hoe meer arbeid aan het land wordt besteed, op het, ceteris paribus, hoe meer het produceert ..."
51. ↑  Finegold juni 2010; Carl Menger wordt gecrediteerd met het verstrekken aan de Oostenrijkse school van het methodologische inzicht, dat zou leiden tot de ontwikkeling door Ludwig von Mises van de praxeologie.
52. ↑  Salerno 1985, blz. 306
53. ↑  Hayek 1991, blz. 260
54. ↑  Brewer 1988; Thornton 2007
55. ↑  Brewer 1988, blz. 447
56. ↑  Thornton 2007, blz. 4; Mark Thornton schrijft: "Wanneer deze handvol geselecteerde citaten is de juiste historische en tekstuele context wordt geplaatst kunnen ze zelfs als mogelijke argumenten tegen het mercantilisme en voor een meer laissez faire economie worden gelezen."
57. ↑  Finegold september 2010; Finegold schrijft, "Cantillons inzichten over de bron van economische welvaart onderscheidt hem ook van de typische mercantilisten voor hem."
58. ↑  Cantillon 2010, blz. 21; redacteuren Mark Thornton en Chantal Saucier voorzien in een korte samenvatting: "Cantillon definieert rijkdom als de consumptiegoederen die zijn geproduceerd door land en arbeid. Dit contrasteerde met de mercantilisten die dachten dat geld rijkdom was."
59. ↑  Rothbard 1995, blz. 349-350; Cantillon 2010, blz. 53-56
60. ↑  Rothbard 1995, blz. 349-350;. Cantillon 2010, blz. 55; Cantillon schrijft, "Maar het gebeurt vaak dat veel dingen, die eigenlijk een bepaalde intrinsieke waarde hebben, in de markt niet in overeenstemming met deze waarde worden verkocht; dat zal afhangen van de wensen en stemmingen van de mensen, en op hun consumptie"
61. ↑  Hülsmann 2002, blz. 696
62. ↑  Cantillon 2010, blz. 119; "De prijs van vlees zal worden bepaald na enige onderhandeling, en een pond rundvlees zal in zilver [dat wil zeggen geld] worden gewaardeerd tegen ongeveer dezelfde hoeveelheid als al het rundvlees dat op de markt te koop wordt aangeboden [dat wil zeggen het aanbod], en tegen ongeveer dezelfde hoeveelheid zilver dat naar de markt is gekomen om rundvlees te kopen [dat wil zeggen de vraag]."
63. ↑  Cantillon 2010, blz. 119; Finegold september 2010; Tarascio 1985, blz. 252
64. ↑  Cantillon 2010, blz. 148; "Mr Locke stelt het dus als een fundamentele stelregel dat de hoeveelheid goederen in verhouding tot de geldhoeveelheid een regulator van de marktprijzen is. Ik heb geprobeerd om zijn idee in de voorgaande hoofdstukken te verhelderen: hij had duidelijk gezien dat een overvloed van geld maakt alles duurder maakt, maar hij heeft niet nagedacht over hoe dit gebeurt. De grote moeilijkheid van deze vraag bestaat in de wetenschap op welke wijze en in welke mate de toename van het geld de prijzen van de dingen verhoogt."
65. ↑  Rothbard 1995, blz. 355
66. ↑  Rothbard 1995, blz. 356
67. ↑  Cantillon 2010, blz. 155; Bordo 1983, blz. 242
68. ↑  Cantillon 2010, blz. 147-148
69. ↑  Bordo 1983, blz. 237
70. ↑  Spengler oktober 1954, blz. 414-415
71. ↑  Cantillon 2010, blz. 227-230
72. 1 2  Rothbard 1995, blz. 359
73. ↑  Spengler oktober 1954, blz. 418; Rothbard 1995, blz. 358-359
74. ↑  Bordo 1983, blz. 244
75. ↑  Brewer 1992, blz. 114
76. ↑  Brewer 1992, blz. 117-118
77. ↑  Hayek 1991, blz. 265; Hayek merkte op dat Cantillons rentetheorie over het hoofd werd gezien door Eugen von Böhm-Bawerk, die Kapitaal en rente als een kritiek op de bestaande rentetheorieën schreef met het oog op het opzetten van de introductie van zijn eigen tijd-preferentie rentetheorie. Deze observatie geeft de onbekendheid van Cantillons Essai aan bij de economische beroepsgroep voorafgaand aan de "herontdekking" door Jevons.
78. ↑  Cantillon 2010, blz. 169-170
79. ↑  Cantillon 2010, blz. 170-171
80. ↑  Bordo 1983, blz. 247; Brewer 1992, blz. 91
81. ↑  Hayek 1991, blz. 265-266
82. ↑  Bordo 1983, blz. 247-248., 253
83. ↑  Brewer 1992, blz. 51; Anthony Brewer maakt echter een onderscheid gemaakt tussen Says en Cantillons gebruik van de term "ondernemer", erop wijzend dat terwijl Cantillon de ondernemen zag als een risico-nemer, beschouwde Say de ondernemer als een "planner"
84. ↑  Rothbard 1995, blz. 351; Hülsmann 2002, blz. 698. Hülsmann betoogt dat Cantillon de samenleving onderverdeelde in vier klassen: Politici, eigenaren van land en onroerend goed, ondernemers en loontrekkenden
85. ↑  Tarascio 1985, blz. 251
86. ↑  Cantillon 2010, blz. 74; "Zij [de ondernemers] betalen een vaste prijs voor hen goederen op de plaats waar zij worden gekocht, om zij in de groot- of de detailhandel tegen een onzekere prijs te verkopen ... Deze ondernemers weten nooit hoe groot de vraag in hun stad zal zijn ... "
87. ↑  Tarascio 1985, blz. 251-252
88. ↑  Rothbard 1995, blz. 352
89. ↑  Hebert 1981, blz. 71
90. ↑  Rothbard 1995, blz. 354
91. ↑  Hebert 1981, blz. 72
92. ↑  Cantillon 2010, blz. 31-32
93. ↑  Cantillon 2010, blz. 35-36
94. ↑  Hebert 1981, blz. 75
95. ↑  Rothbard 1995, blz. 360
96. ↑  Rothbard 1995, blz. 360-361
97. ↑  Schumpeter1954, blz. 209-210; Schumpeter schrijft, "Cantillons grote werk deed het beter, zowel omwille van goed afgeronde systematische of zelfs didactische vorm en omdat het werk het geluk had, om lang voor de werkelijke publicatie, de enthousiaste goedkeuring en de effectieve ondersteuning van twee zeer invloedrijke mannen, Gournay en Mirabeau voor zich te winnen." Bovendien, stelt Schumpeter vast, "Een analogie kan nuttig zijn: Cantillon stond tot Quesnay, zoals Petty tot Cantillon, zoals Ricardo stond tot Marx."
98. 1 2  Brewer 1992, blz. 168; Brewer citeert een gesprek tussen Quesnay en Mirabeau, zoals opgetekend door de laatste
99. ↑  Brewer 1992, blz. 174-175.
100. ↑  Brewer 1992, blz. 159-175
101. ↑  Higgs 1892, blz. 454
102. ↑  Brewer 1992, blz. 175; Brewer citeert Steuarts verwijzing naar een traktaat van Phillip Cantillon, dat op zijn beurt grotendeels was gebaseerd op het Essai, en op de vele gelijkenissen tussen Steuarts Inquiry into the Principles of Political Oeconomy (Onderzoek naar de beginselen van politieke economie) en Cantillons Essai.
103. ↑  Smith 2009, blz. 45; "Mr Cantillon lijkt, op basis van deze weergave, te veronderstellen dat de laagste soort van de gewone arbeiders overal ten minste het dubbele van hun eigen onderhoud moet verdienen, dit om het mogelijk te maken met elkaar twee kinderen op te voeden." Cantillon 2010, blz. 59-65; Marx 2007, blz. 608, nr. 1
104. ↑  Brewer 1992, blz. 192-193
105. ↑  Schumpeter 1954, blz. 179; Schumpeter beschuldige: "Maar ongeacht wat hij eigenlijk al of niet heeft geleerd van zijn voorgangers, is het een feit dat de The Wealth of Nations geen enkel analytisch idee, principe, of methode bevat die in 1776 geheel nieuw was."
106. ↑  Rothbard 1995, blz. 435; Rothbard schreef: "Het probleem is dat niets oorspronkelijks bijdroeg dat waar was en al het oorspronkelijke wat hij bijdroeg verkeerd was, en dat zelfs in een tijd dat er minder met citaten of voetnoten werd gewerkt dan in onze eigen tijd, Adam Smith een schaamteloos plagiator was, die weinig of niets erkende en die grote stukken stal, bijvoorbeeld van Cantillon."
107. ↑  Hayek 1991, blz. 246
108. ↑  Salerno 1985, blz. 312

- Bibsys: 90279119
- Bibliothèque nationale de France: cb12396752f (data)
- Catàleg d'autoritats de noms i títols de Catalunya: 981058529066106706
- CiNii: DA02263339
- Gemeinsame Normdatei: 118855204
- International Standard Name Identifier: 0000 0001 1587 9458
- Library of Congress Control Number: n85300744
- Bibliotheek van het Japanse parlement: 00464213
- Nationale Bibliotheek van Tsjechië: mzk2005269645
- Nationale bibliotheek van Australië: 35763406
- Nationale Bibliotheek van Israël: 987007276909305171
- Nationale en Universitaire bibliotheek Zagreb: 000168442
- Nederlandse Thesaurus van Auteursnamen: 069733481
- Istituto Centrale per il Catalogo Unico: CFIV025112
- Système universitaire de documentation: 030640598
- Trove: 1076348
- Virtual International Authority File: 5015835
- WorldCat: E39PBJkTdwtq7yr3cvKxXP9Rrq